# Vechiul Regat
Vechiul Regat este numele dat teritoriilor românești reunite în Regatul României înainte de 1918, adică teritoriul format din Moldova și Ținutul Herța (fără Bucovina și Basarabia), Muntenia, Oltenia și Dobrogea, inclusiv Cadrilater. Locuitorii acestor ținuturi sunt numiți regățeni.
Nu întregul teritoriu al Vechiului Regat este situat astăzi în România. Ținutul Herței, Insula Șerpilor și unele insule dunărene (Tătarul Mic, Tătarul Mare, Daleru Mic, Daleru Mare, Maican și Limba) aparțin astăzi Ucrainei, iar Cadrilaterul aparține Bulgariei.
În urma anexării Cadrilaterului în anul 1913, România deținea un teritoriu de 137.903 km2.

## Galerie

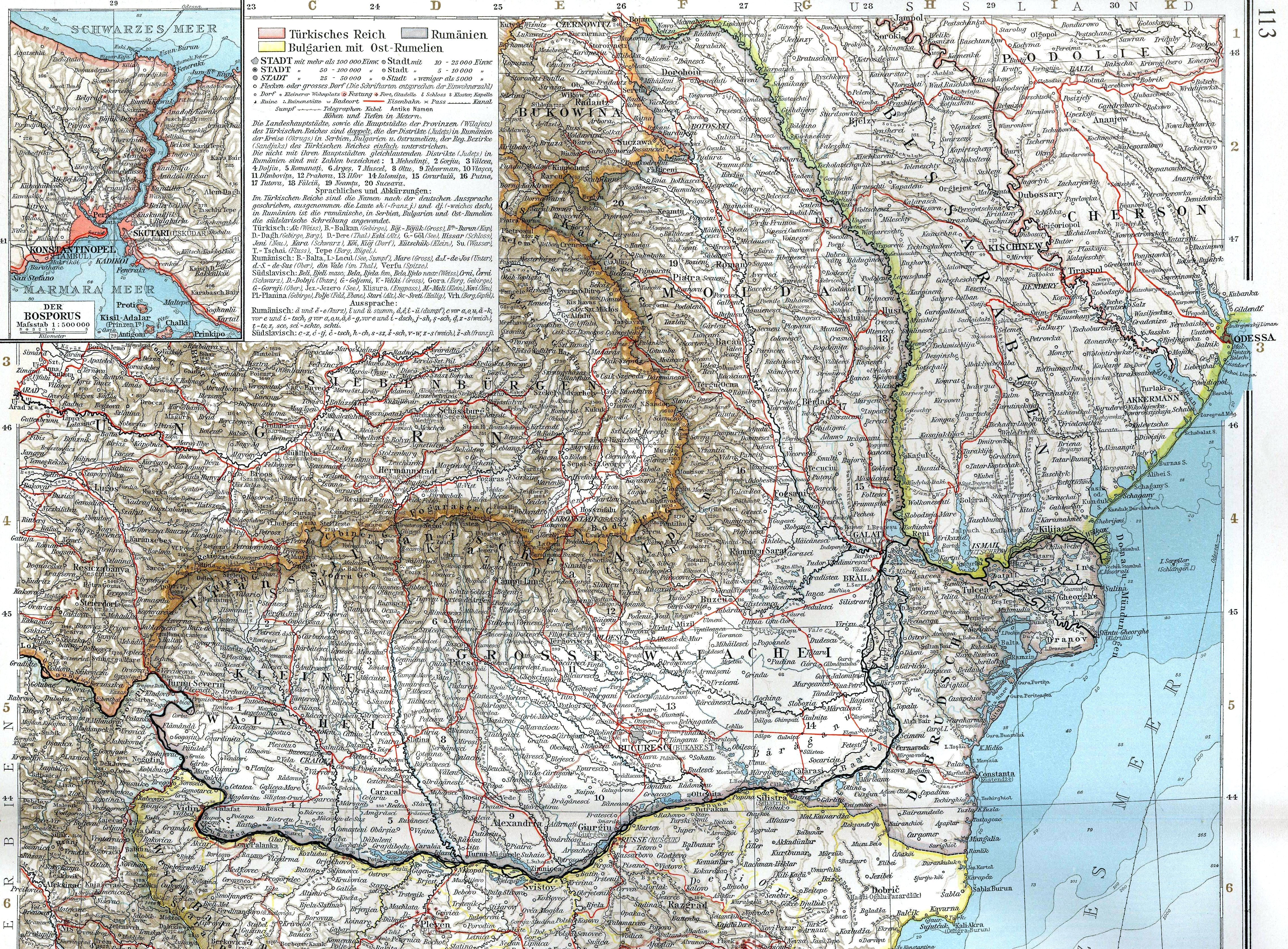
Regatul României în perioada 1881-1913
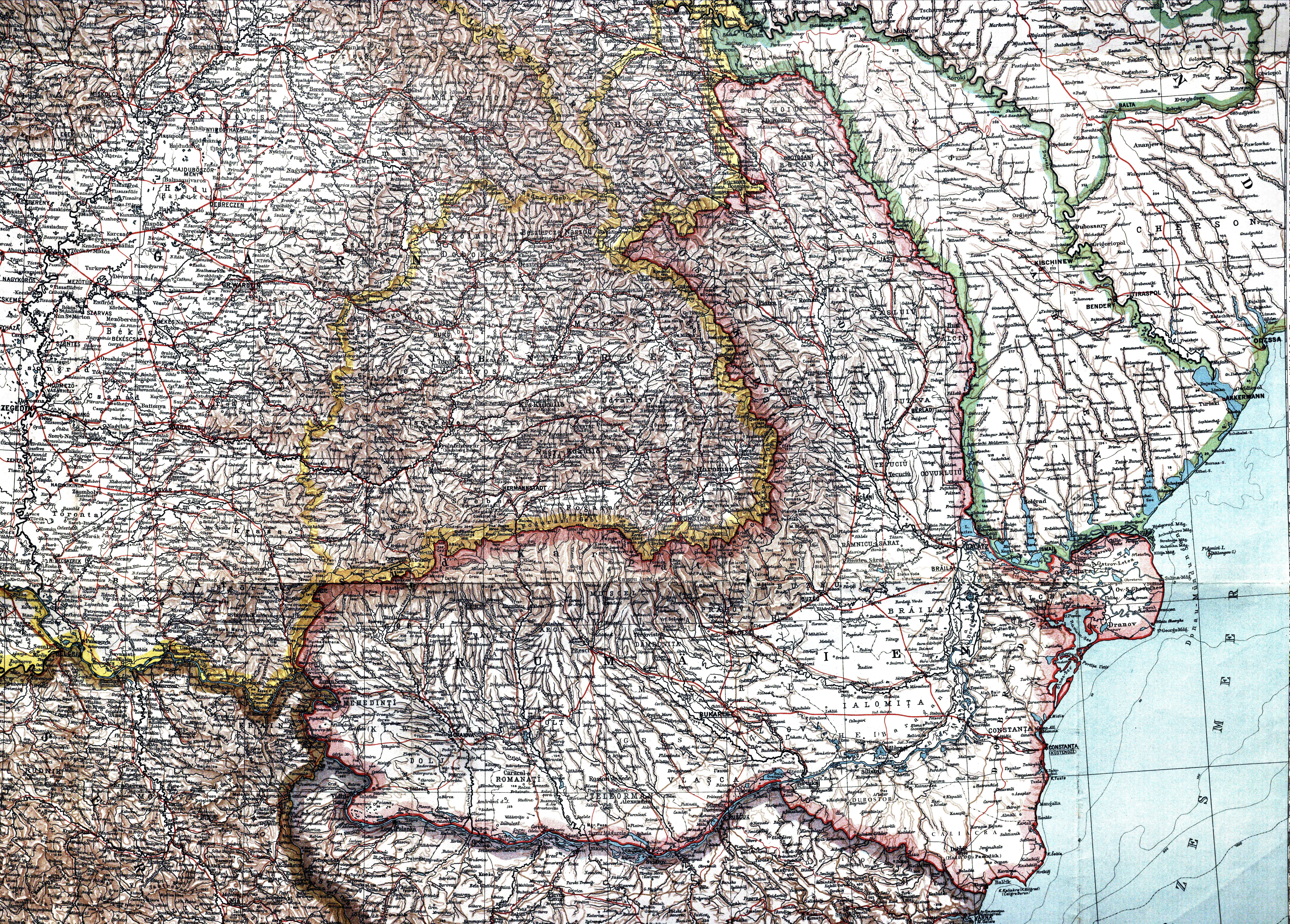
Regatul României în perioada 1913-1918
Stema României în perioada 1881-1921
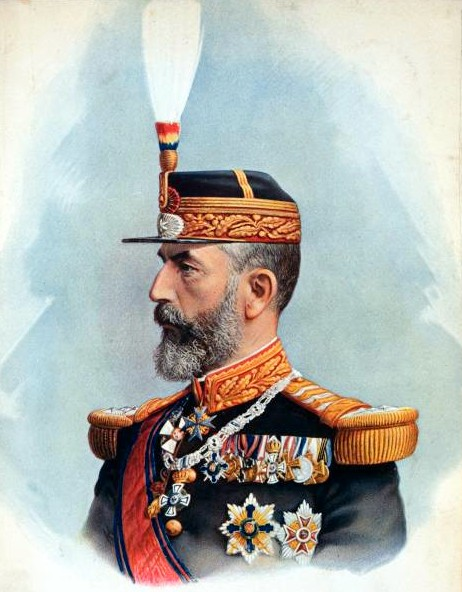
Regele Carol I (a domnit între anii 1866-1914)